# Andrea Ghion
Andrea Ghion (Mantova, 23 febbraio 2000) è un calciatore italiano, centrocampista del Sassuolo.

## Caratteristiche tecniche
Mediano abile nell'impostazione del gioco, ha dichiarato di ispirarsi ad Andrés Iniesta.

## Carriera

### Club

#### Inizi
Cresciuto nel settore giovanile del Sassuolo, ha esordito in prima squadra il 1º luglio 2020, nella partita di Serie A vinta per 1-3 contro la Fiorentina. Il 5 ottobre seguente passa a titolo temporaneo al Carpi, con cui disputa un'ottima stagione a livello individuale.

#### Anni in prestito
Il 31 agosto 2021 si trasferisce in prestito biennale al Perugia; poco impiegato nella prima stagione con gli umbri, il 24 agosto 2022 fa ritorno al Sassuolo e l'indomani viene ceduto, sempre a titolo temporaneo, al Catanzaro. Con i calabresi vince il campionato di Serie C e la Supercoppa di categoria; il 15 luglio 2023 il prestito viene rinnovato per un'ulteriore stagione.

#### Ritorno al Sassuolo
Rientrato al Sassuolo, il 20 dicembre 2024 rinnova fino al 2029 con i neroverdi.

### Nazionale
Ha giocato nella nazionale italiana Under-16.

## Statistiche

### Presenze e reti nei club
Statistiche aggiornate al 13 maggio 2025.
| Stagione         | Squadra          | Campionato       | Campionato | Campionato | Coppe nazionali | Coppe nazionali | Coppe nazionali | Coppe continentali | Coppe continentali | Coppe continentali | Altre coppe | Altre coppe | Altre coppe | Totale | Totale |
| Stagione         | Squadra          | Comp             | Pres       | Reti       | Comp            | Pres            | Reti            | Comp               | Pres               | Reti               | Comp        | Pres        | Reti        | Pres   | Reti   |
| ---------------- | ---------------- | ---------------- | ---------- | ---------- | --------------- | --------------- | --------------- | ------------------ | ------------------ | ------------------ | ----------- | ----------- | ----------- | ------ | ------ |
| 2019-2020        | Sassuolo         | A                | 3          | 0          | CI              | 0               | 0               | -                  | -                  | -                  | -           | -           | -           | 3      | 0      |
| ott. 2020-2021   | Carpi            | C                | 33         | 5          | CI              | -               | -               | -                  | -                  | -                  | -           | -           | -           | 33     | 5      |
| ago. 2021-2022   | Perugia          | B                | 12         | 0          | CI              | -               | -               | -                  | -                  | -                  | -           | -           | -           | 12     | 0      |
| ago. 2022        | Perugia          | B                | 1          | 0          | CI              | 1               | 0               | -                  | -                  | -                  | -           | -           | -           | 2      | 0      |
| Totale Perugia   | Totale Perugia   | Totale Perugia   | 13         | 0          |                 | 1               | 0               |                    | -                  | -                  |             | -           | -           | 14     | 0      |
| ago. 2022-2023   | Catanzaro        | C                | 33         | 1          | CI+CI-C         | 0               | 0               | -                  | -                  | -                  | SC-C        | 2           | 0           | 35     | 1      |
| 2023-2024        | Catanzaro        | B                | 21         | 1          | CI              | 2               | 0               | -                  | -                  | -                  | -           | -           | -           | 23     | 1      |
| Totale Catanzaro | Totale Catanzaro | Totale Catanzaro | 54         | 2          |                 | 2               | 0               |                    | -                  | -                  |             | 2           | 0           | 58     | 2      |
| 2024-2025        | Sassuolo         | B                | 23         | 0          | CI              | 1               | 0               | -                  | -                  | -                  | -           | -           | -           | 24     | 0      |
| Totale Sassuolo  | Totale Sassuolo  | Totale Sassuolo  | 26         | 0          |                 | 1               | 0               |                    | -                  | -                  |             | -           | -           | 27     | 0      |
| Totale carriera  | Totale carriera  | Totale carriera  | 126        | 7          |                 | 4               | 0               |                    | -                  | -                  |             | 2           | 0           | 132    | 7      |

## Palmarès

### Club

#### Competizioni nazionali
- Serie C: 1

Catanzaro: 2022-2023 (girone C)
- Supercoppa Serie C: 1

Catanzaro: 2023
- Campionato italiano di Serie B: 1

Sassuolo: 2024-2025